# Edmund Beardsley Underwood
Edmund Beardsley Underwood, ameriški pomorski častnik, * 1853, † 12. april 1928.
Underwood je bil kapitan Vojne mornarice ZDA in začasni guverner Ameriške Samoe med 5. majem 1903 in 30. januarjem 1905.